# Яблоновая
Яблоновая — река в России, протекает в Ростовской области. Устье реки находится в 90 км по левому берегу реки Ольховая. Длина реки составляет 55 км, площадь водосборного бассейна — 625,4 км².

## Данные водного реестра
По данным государственного водного реестра России относится к Донскому бассейновому округу, водохозяйственный участок реки — Калитва, речной подбассейн реки — Северский Донец (российская часть бассейна). Речной бассейн реки — Дон (российская часть бассейна).
Код объекта в государственном водном реестре — 05010400612107000014323.